# Tyrosinhydroxylase
Die Tyrosinhydroxylase (TYH) ist dasjenige Enzym, das die Umwandlung der Aminosäure L-Tyrosin in die Aminosäure Levodopa katalysiert, der geschwindigkeitsbestimmende Reaktionsschritt bei der Biosynthese der Katecholamine. TYH kommt in mehrzelligen Tieren vor. Beim Menschen wird sie in den Nebennieren und im Gehirn produziert. Mutationen im TH-Gen können zu Enzymmangel und zum (seltenen) Segawa-Syndrom führen. TYH ist ein Autoantigen bei der Krankheit APECED.
Die Hemmung der TYH erfolgt durch Andocken von Dopamin an zwei Stellen am Enzym. Durch Phosphorylierung eines Serin-Rests an einer der Andockstellen kann TYH wieder aktiviert werden.
Die Tyrosinhydroxylase verwendet Tetrahydrobiopterin als Cofaktor.

## Katalysierte Reaktion
+ BH4 + O2 {\displaystyle \longrightarrow }  + BH4-OH
L-Tyrosin wird zu L-DOPA oxidiert.